# Quelmes
Quelmes est une commune française située dans le département du Pas-de-Calais en région Hauts-de-France. Ses habitants sont appelés les Quelmois. La commune est membre de la communauté de communes du Pays de Lumbres.
Le territoire de la commune est situé dans le parc naturel régional des Caps et Marais d'Opale.

## Géographie

### Localisation
Localisée dans le nord-est du département du Pas-de-Calais, Quelmes est une commune rurale située, à vol d'oiseau, à 3 km au nord-est de la commune de Lumbres, dont elle est limitrophe au sud, et à 8 km à l'ouest de la commune de Saint-Omer (aire d'attraction et chef-lieu d'arrondissement).
Le territoire de la commune est limitrophe de ceux de sept communes.
Les communes limitrophes sont  Acquin-Westbécourt, Boisdinghem, Leulinghem, Lumbres, Moringhem, Setques et Zudausques.

### Géologie et relief
La superficie de la commune est de 9,86 km2 ; son altitude varie de 55  à   158 m.

### Hydrographie

#### Réseau hydrographique
La commune est située dans le bassin Artois-Picardie.
Le territoire communal est drainé par le Setques, cours d'eau naturel non navigable de 3,08 km qui prend sa source dans la commune de Leulinghem et se jette dans la rivière Aa au niveau de la commune de Setques,,.

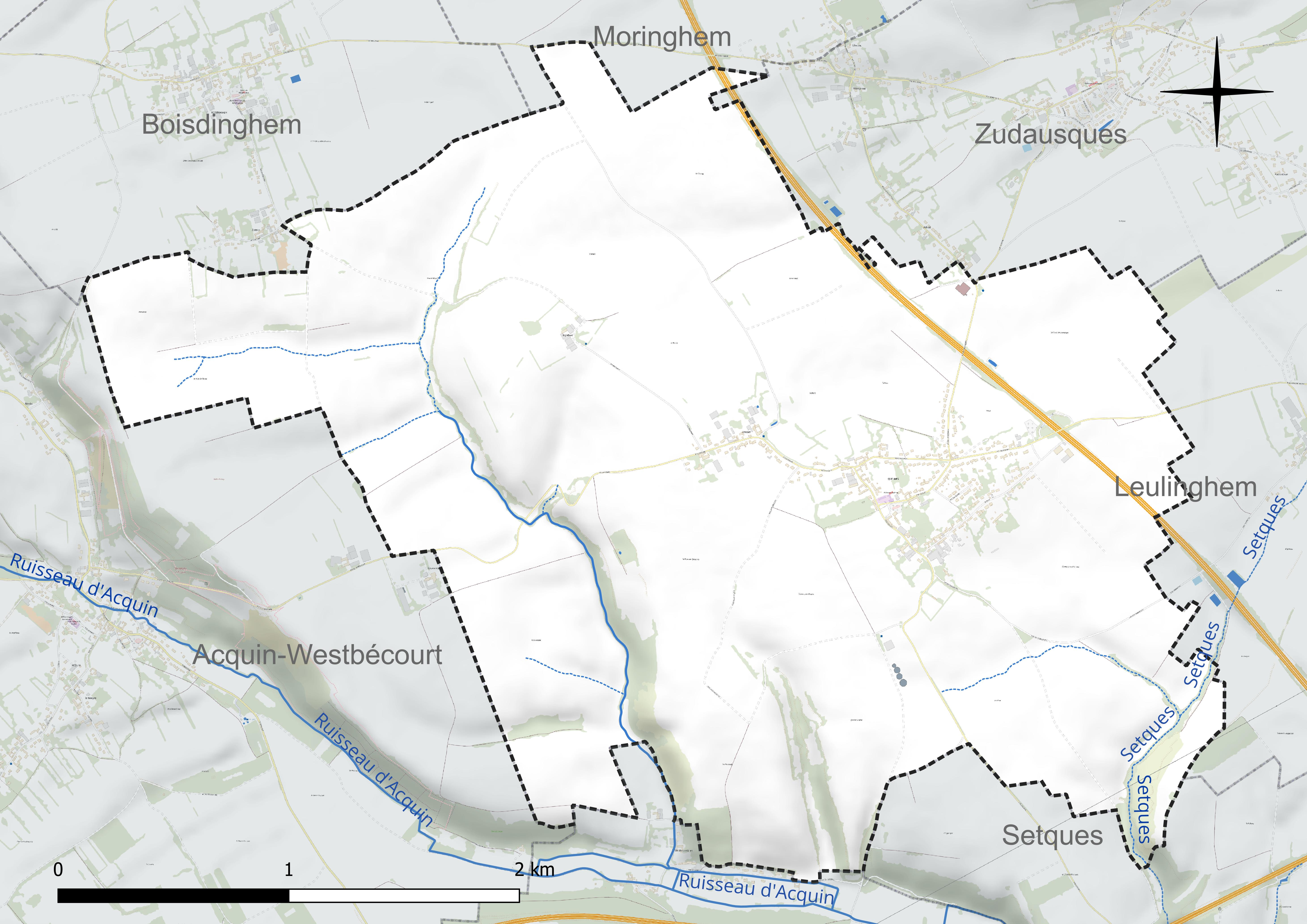
Réseau hydrographique de Quelmes.

#### Gestion et qualité des eaux
Le territoire communal est couvert par le schéma d'aménagement et de gestion des eaux (SAGE) « Audomarois ». Ce document de planification concerne un territoire de 662 km2 de superficie, délimité par le bassin versant de l'Aa et sa zone d'étalement : le marais audomarois. Le périmètre a été arrêté le 4 février 1994 et le SAGE proprement dit a été approuvé le 31 mars 2005, puis révisé le 15 janvier 2013, puis le 21 novembre 2021. La structure porteuse de l'élaboration et de la mise en œuvre est le syndicat mixte pour l'aménagement et la gestion des eaux de l'Aa (SmageAa).
La qualité des cours d'eau peut être consultée sur un site dédié géré par les agences de l'eau et l'Agence française pour la biodiversité.

### Climat
Pour des articles plus généraux, voir Climat des Hauts-de-France et Climat du Nord-Pas-de-Calais.
En 2010, le climat de la commune est de type climat océanique franc, selon une étude du CNRS s'appuyant sur une série de données couvrant la période 1971-2000. En 2020, Météo-France publie une typologie des climats de la France métropolitaine dans laquelle la commune est exposée à un climat océanique et est dans la région climatique Côtes de la Manche orientale, caractérisée par un faible ensoleillement (1 550 h/an) ; forte humidité de l'air (plus de 20 h/jour avec humidité relative > 80 % en hiver), vents forts fréquents.
Pour la période 1971-2000, la température annuelle moyenne est de 10,1 °C, avec une amplitude thermique annuelle de 13,5 °C. Le cumul annuel moyen de précipitations est de 902 mm, avec 13,1 jours de précipitations en janvier et 8,7 jours en juillet. Pour la période 1991-2020, la température moyenne annuelle observée sur la station météorologique la plus proche, située sur la commune de Nielles-lès-Bléquin à 10 km à vol d'oiseau, est de 10,6 °C et le cumul annuel moyen de précipitations est de 976,9 mm,. Pour l'avenir, les paramètres climatiques de la commune estimés pour 2050 selon différents scénarios d'émission de gaz à effet de serre sont consultables sur un site dédié publié par Météo-France en novembre 2022.

### Milieux naturels et biodiversité

#### Espaces protégés
La protection réglementaire est le mode d'intervention le plus fort pour préserver des espaces naturels remarquables et leur biodiversité associée.
Dans ce cadre, la commune fait partie de deux espaces protégés : 
- le parc naturel régional des Caps et Marais d'Opale, d'une superficie de 132 499 ha réparties sur 154 communes, géré par le syndicat mixte d'aménagement et de gestion du parc naturel régional des Caps et Marais d'Opale[14] ;
- les coteaux du mont de Quelmes, terrain géré (location, convention de gestion) par le Conservatoire d'espaces naturels des Hauts-de-France, d'une superficie de 17,455 ha[15].

#### Zones naturelles d'intérêt écologique, faunistique et floristique
L'inventaire des zones naturelles d'intérêt écologique, faunistique et floristique (ZNIEFF) a pour objectif de réaliser une couverture des zones les plus intéressantes sur le plan écologique, essentiellement dans la perspective d'améliorer la connaissance du patrimoine naturel national et de fournir aux différents décideurs un outil d'aide à la prise en compte de l'environnement dans l'aménagement du territoire.
Le territoire communal comprend une ZNIEFF de type 1 : les coteaux d'Acquin-Westbécourt, du val de Lumbres et au nord de Setques, d'une superficie de 140 ha et d'une altitude variant de 70  à   100 mètres.
et une ZNIEFF de type 2 : la vallée du Bléquin et les vallées sèches adjacentes au ruisseau d'Acquin. Cette ZNIEFF se situe sur les marges septentrionales du Haut-Pays d'Artois, en bordure des cuestas du Boulonnais et du pays de Licques.

Carte des ZNIEFF de type 1 et 2 sur la commune
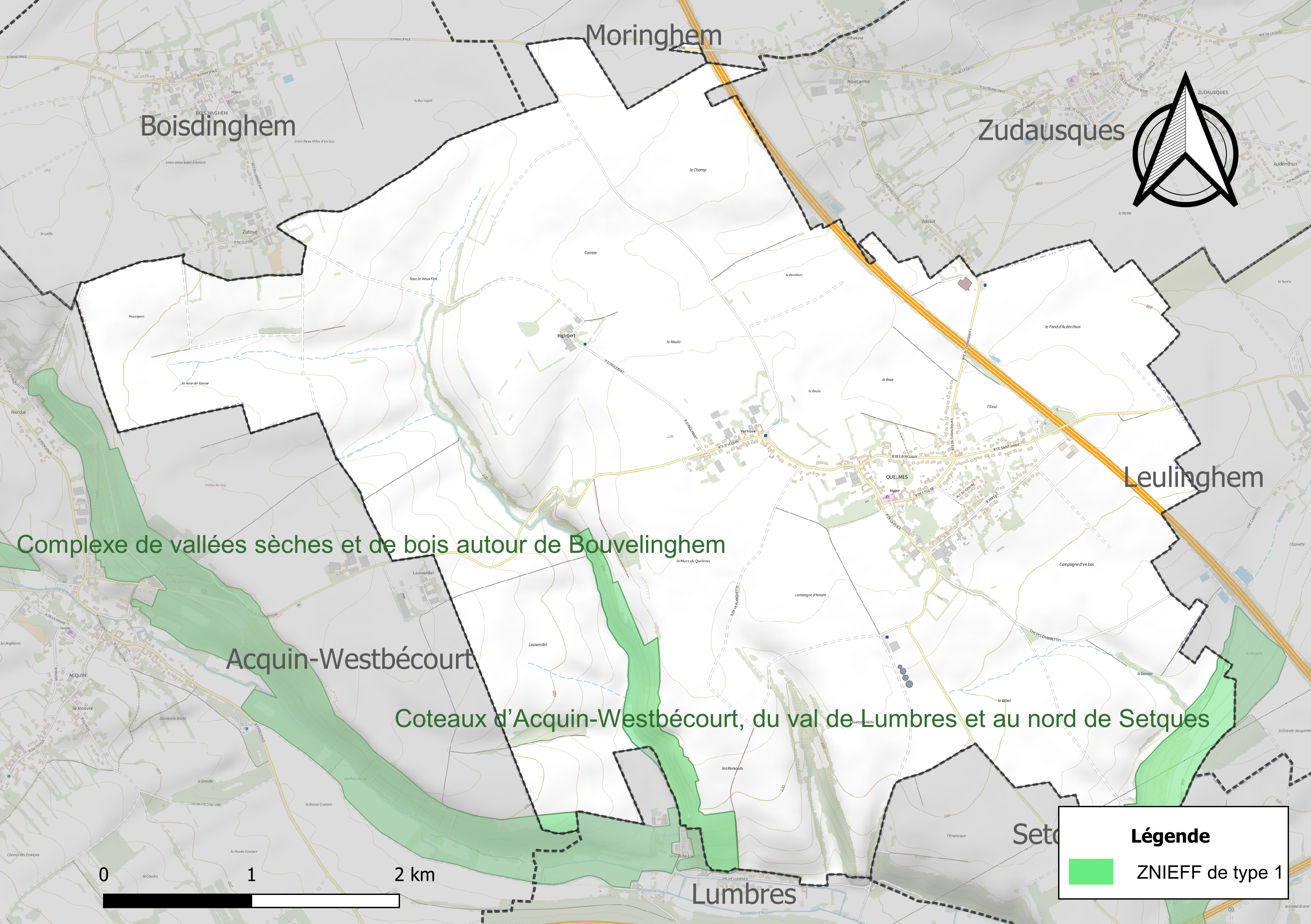
Carte de la ZNIEFF de type 1 sur la commune.
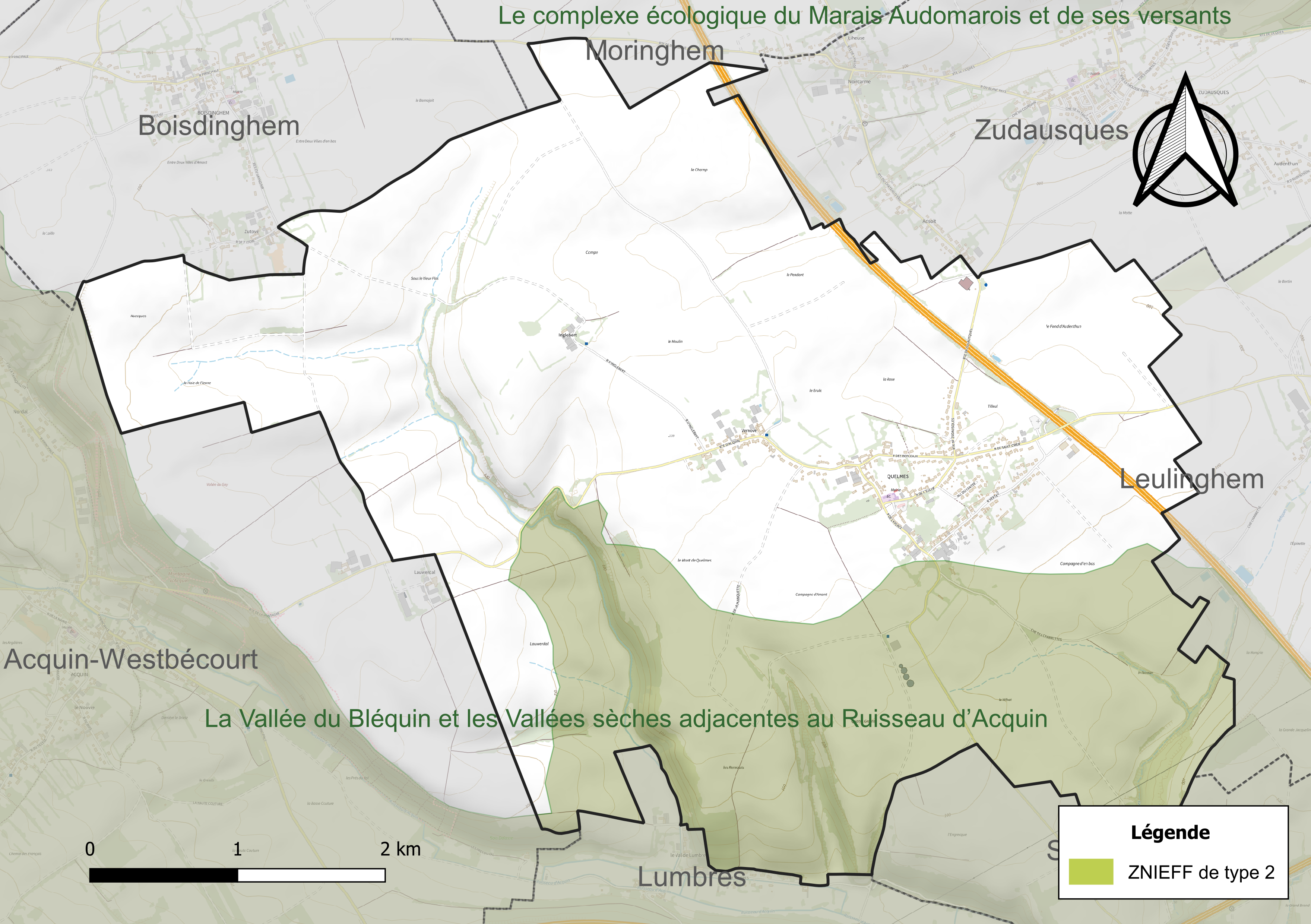
Carte de la ZNIEFF de type 2 sur la commune.

#### Site Natura 2000
Le réseau Natura 2000 est un réseau écologique européen de sites naturels d'intérêt écologique élaboré à partir des directives « habitats » et « oiseaux ». Ce réseau est constitué de zones spéciales de conservation (ZSC) et de zones de protection spéciale (ZPS). Dans les zones de ce réseau, les États Membres s'engagent à maintenir dans un état de conservation favorable les types d'habitats et d'espèces concernés, par le biais de mesures réglementaires, administratives ou contractuelles.
Sur la commune, un site Natura 2000 de type B est défini en site d'importance communautaire (SIC) : le coteau de la montagne d'Acquin et pelouses du val de Lumbres.

#### Espèces faunistiques et floristiques
L’Inventaire national du patrimoine naturel (INPN) recense plusieurs espèces faunistiques et floristiques sur le territoire de la commune dont certaines sont protégées et d’autres menacées et quasi-menacées.

## Urbanisme

### Typologie
Au 1er janvier 2024, Quelmes est catégorisée commune rurale à habitat dispersé, selon la nouvelle grille communale de densité à sept niveaux définie par l'Insee en 2022.
Elle est située hors unité urbaine. Par ailleurs la commune fait partie de l'aire d'attraction de Saint-Omer, dont elle est une commune de la couronne,. Cette aire, qui regroupe 79 communes, est catégorisée dans les aires de 50 000 à moins de 200 000 habitants,.

### Occupation des sols
L'occupation des sols de la commune, telle qu'elle ressort de la base de données européenne d'occupation biophysique des sols Corine Land Cover (CLC), est marquée par l'importance des territoires agricoles (96 % en 2018), en augmentation par rapport à 1990 (95,1 %). La répartition détaillée en 2018 est la suivante : 
terres arables (89,4 %), prairies (4,2 %), zones urbanisées (3,6 %), zones agricoles hétérogènes (2,4 %), forêts (0,4 %). L'évolution de l'occupation des sols de la commune et de ses infrastructures peut être observée sur les différentes représentations cartographiques du territoire : la carte de Cassini (XVIIIe siècle), la carte d'état-major (1820-1866) et les cartes ou photos aériennes de l'IGN pour la période actuelle (1950 à aujourd'hui).

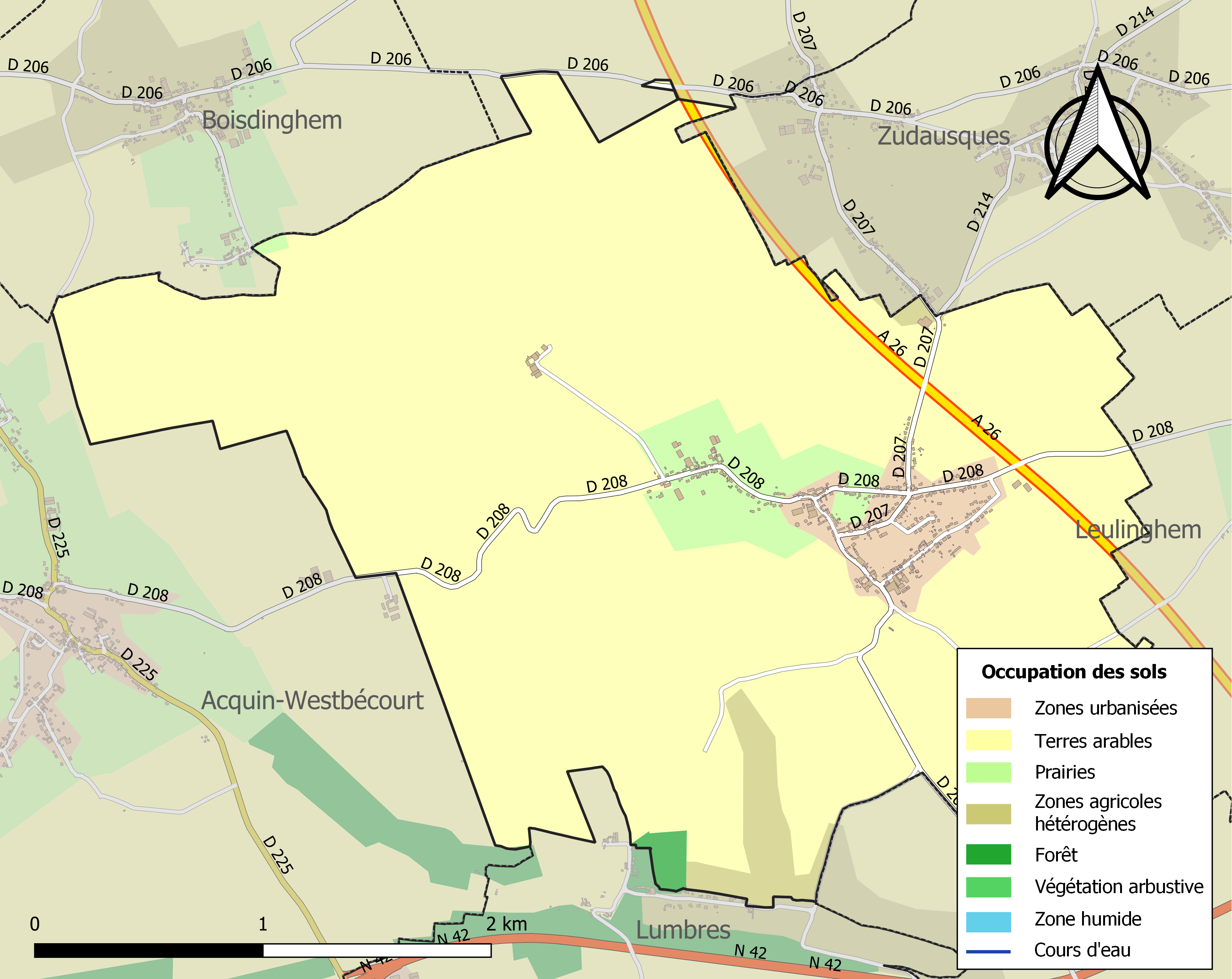
Carte des infrastructures et de l'occupation des sols de la commune en 2018 (CLC).

### Risques naturels et technologiques

#### Risque inondation
À la suite du passage des tempêtes Ciarán, Domingos et Elisa et des inondations et coulées de boue qui se sont produites, la commune est reconnue, par arrêté du 14 novembre 2023, en état de catastrophe naturelle pour inondations et coulées de boue sur la période du 2 au 12 novembre 2023, comme 179 autres communes du département.

## Toponymie
Le nom de la localité est attesté sous les formes Kelmiae en 723 ; Kelmae de 844 à 864 ; Kelmes en 1040 ; Chelmes en 1095 ; Quelmes en 1340 : Quelleme au XVIIIe siècle, Quelme en 1801 ; Quelme en 1793 ; Quelme et Quelmes depuis 1801.

## Histoire
En 1132, Thierry d'Alsace comte de Flandre, approuve la donation de 30 mesures de terres féodales (environ 13 hectares) situées à Tatinghem, donation faite à l'abbaye de Saint-Bertin de Saint-Omer par Baudouin, fils d'Élembert de Kelmes.
En 1145, Eustache, fils de Ledbert de Quelmes, donne à l'abbaye de Saint-Bertin 10 mesures de terre (environ 4,5 hectares) situées à Sentèke (Setques).
En 1175, Guillaume, châtelain de Saint-Omer et seigneur de Fauquembergues atteste que Walter de Helme (sans doute Kelme) a cédé à l'abbaye de Saint-Bertin la juridiction sur les terres de Quelmes et d'Acquin (Acquin-Wesbécourt).

## Politique et administration

### Découpage territorial
La commune se trouve dans l'arrondissement de Saint-Omer du département du Pas-de-Calais.

#### Commune et intercommunalités
La commune est membre de la communauté de communes du Pays de Lumbres qui regroupe 36 communes et totalise 24 187 habitants en 2021.

#### Circonscriptions administratives
La commune est rattachée au canton de Lumbres.

#### Circonscriptions électorales
Pour l'élection des députés, la commune fait partie de la sixième circonscription du Pas-de-Calais.

### Élections municipales et communautaires

#### Liste des maires
| Période                                  | Période                    | Identité      | Étiquette | Qualité                                                                      |
| ---------------------------------------- | -------------------------- | ------------- | --------- | ---------------------------------------------------------------------------- |
| Les données manquantes sont à compléter. |                            |               |           |                                                                              |
| mars 2001                                | 2014,                      | Paul Évrard   |           |                                                                              |
| avril 2014                               | En cours (au 2 avril 2022) | André Cordier |           | Officier de sapeurs-pompiers professionnels, Réélu pour le mandat 2020-2026, |

## Population et société

### Démographie
Les habitants sont appelés les Quelmois.

#### Évolution démographique
L'évolution du nombre d'habitants est connue à travers les recensements de la population effectués dans la commune depuis 1793. Pour les communes de moins de 10 000 habitants, une enquête de recensement portant sur toute la population est réalisée tous les cinq ans, les populations de référence des années intermédiaires étant quant à elles estimées par interpolation ou extrapolation. Pour la commune, le premier recensement exhaustif entrant dans le cadre du nouveau dispositif a été réalisé en 2005.

En 2022, la commune comptait 536 habitants, en évolution de −6,78 % par rapport à 2016 (Pas-de-Calais : −0,72 %, France hors Mayotte : +2,11 %).
| 1793 | 1800 | 1806 | 1821 | 1831 | 1836 | 1841 | 1846 | 1851 |
| ---- | ---- | ---- | ---- | ---- | ---- | ---- | ---- | ---- |
| 290  | 310  | 331  | 321  | 320  | 331  | 329  | 309  | 311  |

| 1856 | 1861 | 1866 | 1872 | 1876 | 1881 | 1886 | 1891 | 1896 |
| ---- | ---- | ---- | ---- | ---- | ---- | ---- | ---- | ---- |
| 289  | 307  | 296  | 310  | 331  | 311  | 310  | 341  | 321  |

| 1901 | 1906 | 1911 | 1921 | 1926 | 1931 | 1936 | 1946 | 1954 |
| ---- | ---- | ---- | ---- | ---- | ---- | ---- | ---- | ---- |
| 338  | 336  | 334  | 290  | 267  | 252  | 232  | 264  | 257  |

| 1962 | 1968 | 1975 | 1982 | 1990 | 1999 | 2005 | 2006 | 2010 |
| ---- | ---- | ---- | ---- | ---- | ---- | ---- | ---- | ---- |
| 261  | 246  | 262  | 371  | 445  | 447  | 560  | 564  | 561  |

| 2015 | 2020 | 2022 | - | - | - | - | - | - |
| ---- | ---- | ---- | - | - | - | - | - | - |
| 571  | 544  | 536  | - | - | - | - | - | - |

#### Pyramide des âges
En 2018, le taux de personnes d'un âge inférieur à 30 ans s'élève à 35,0 %, soit en dessous de la moyenne départementale (36,7 %). De même, le taux de personnes d'âge supérieur à 60 ans est de 24,6 % la même année, alors qu'il est de 24,9 % au niveau départemental.
En 2018, la commune comptait 285 hommes pour 280 femmes, soit un taux de 50,44 % d'hommes, légèrement supérieur au taux départemental (48,50 %).
Les pyramides des âges de la commune et du département s'établissent comme suit.
| Hommes | Classe d’âge | Femmes |
| ------ | ------------ | ------ |
| 0,4    | 90 ou +      | 0,4    |
| 3,6    | 75-89 ans    | 5,9    |
| 19,7   | 60-74 ans    | 19,3   |
| 24,8   | 45-59 ans    | 25,2   |
| 13,9   | 30-44 ans    | 17,0   |
| 19,7   | 15-29 ans    | 17,4   |
| 17,9   | 0-14 ans     | 14,8   |

| Hommes | Classe d’âge | Femmes |
| ------ | ------------ | ------ |
| 0,5    | 90 ou +      | 1,6    |
| 5,6    | 75-89 ans    | 8,9    |
| 16,7   | 60-74 ans    | 18,1   |
| 20,2   | 45-59 ans    | 19,2   |
| 18,9   | 30-44 ans    | 18,1   |
| 18,2   | 15-29 ans    | 16,2   |
| 19,9   | 0-14 ans     | 17,9   |

## Culture locale et patrimoine

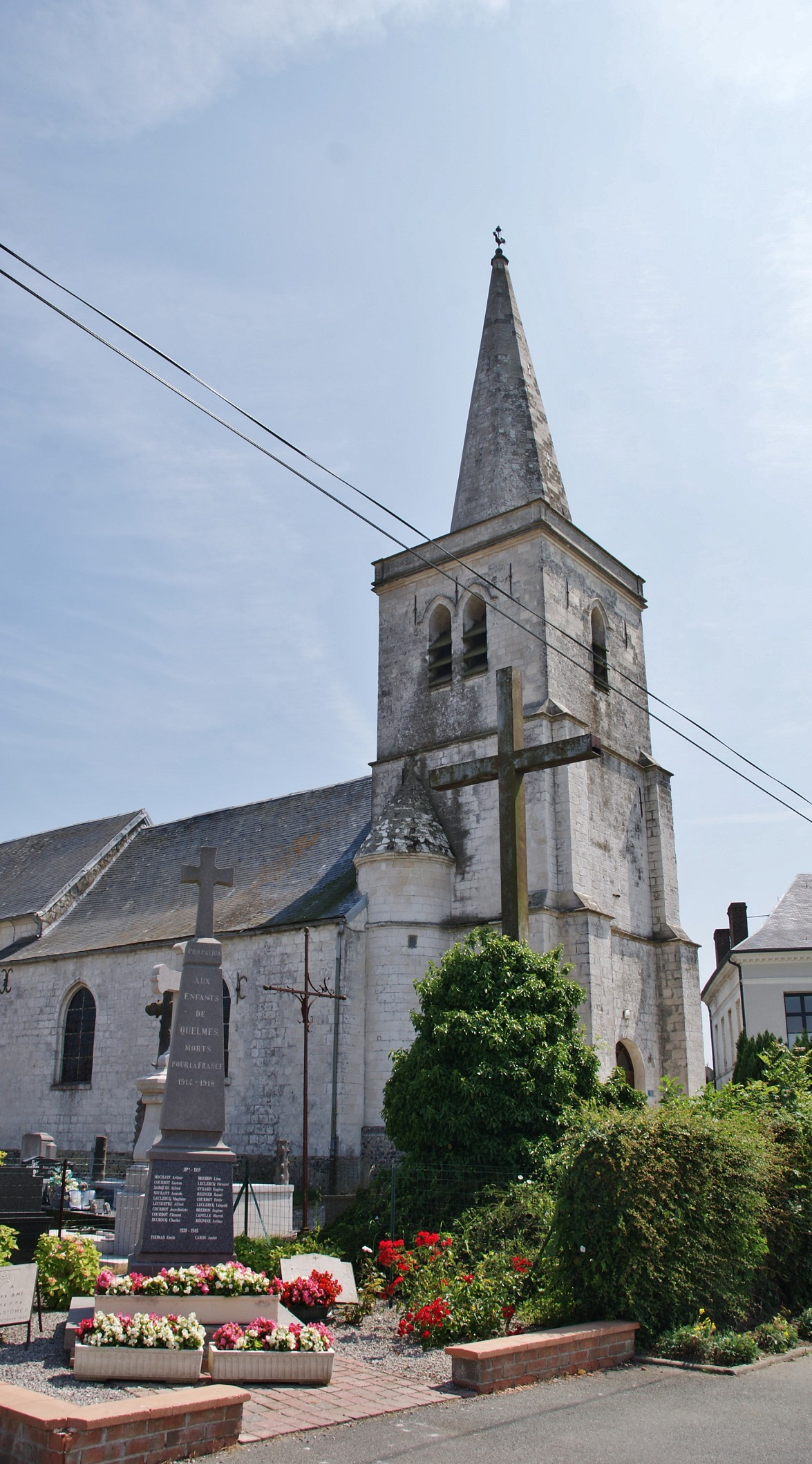
Le monument aux morts et l'église Saint-Pierre.

### Lieux et monuments
- L'église Saint-Pierre.
- Le monument aux morts, surmonté d'une croix latine[41].

### Personnalités liées à la commune
- Jacques Joseph Leroulx[42] (1732-1790), curé, homme politique né à Quelmes, député du clergé d'Artois aux États-Généraux de 1789.

### Héraldique
| Blason de Quelmes | Blason  | De gueules au rais d'escarboucle pommeté d'or. |
| Blason de Quelmes | Détails | Inspiré des armes de l'abbaye Saint-Bertin de Saint-Omer, qui possédait le domaine de Quelmes avant la Révolution. Le statut officiel du blason reste à déterminer. |

## Pour approfondir

#### Bases de données, dictionnaires et encyclopédies
- Ressources relatives à la géographie :   - Insee (communes)
  - Ldh/EHESS/Cassini
- Ressource relative à plusieurs domaines :   - Annuaire du service public français
- Notices d'autorité :   - BnF (données)